# 胡苏姆
胡苏姆（德語：Husum，發音：[ˈhuːzʊm] ⓘ）是德国石勒苏益格-荷尔斯泰因州北弗里斯兰县的城市，也是北弗里斯兰县的县治，面积25.8平方千米，2023年12月31日人口为23,814人。
德国作家特奥多尔·施托姆在《城市》诗中称之为“海边灰色的城市”。